# Hipias de Élide

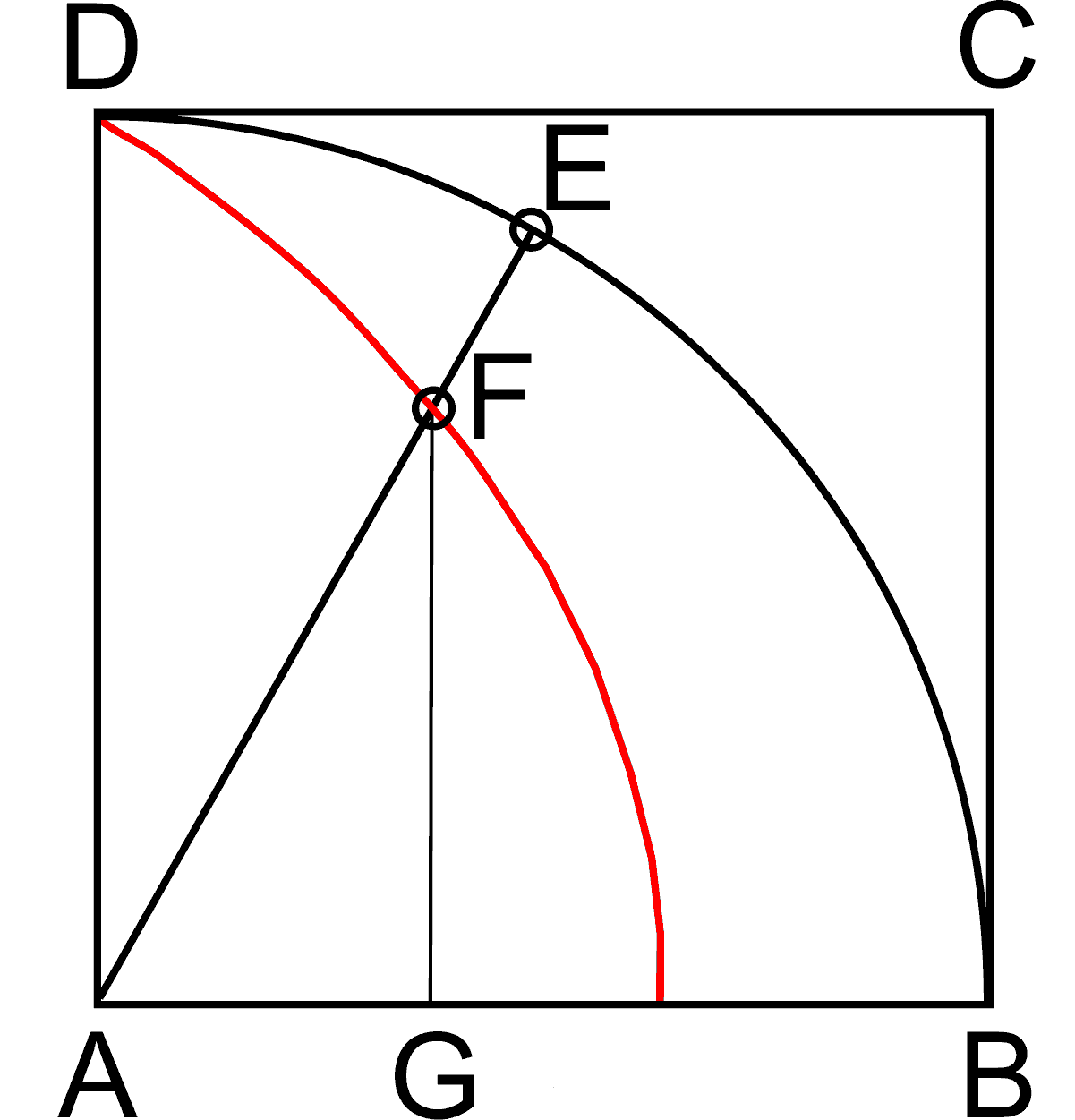
Cuadratriz de Hipias

Hipias de Élide (c. 443 a. C. - c. 399 a. C.) fue un sofista griego de las primeras generaciones, joven contemporáneo de Protágoras y Sócrates. Aparece en dos diálogos de Platón (Hipias menor e Hipias mayor), además de en una breve intervención en el diálogo Protágoras. Como geómetra, se le atribuye el descubrimiento de la cuadratriz, empleada para buscar la solución a dos de los tres problemas clásicos de la geometría griega, la trisección del ángulo y la cuadratura del círculo (el otro es la duplicación de un cubo).
Creador de los sistemas mnemotécnicos, por lo tanto, se decía que era poseedor de una gran memoria.

## Biografía
Nació en la ciudad de Elis, capital de la Élide, hijo de Diopites. Fue un hombre de carácter agrio, gran versatilidad y descomunal memoria, sobre la que investigó creando varios sistemas mnemotécnicos. Se ganó el respeto de sus ciudadanos-discípulos de tal modo que fue enviado  a varias ciudades dorias, y sobre todo a Esparta y Sicilia, a importantes embajadas. En Atenas conoció a Sócrates y otros grandes pensadores. Jenofonte le llama un hombre de gran polimatia (saber enciclopédico). Con la seguridad característica de los últimos sofistas, se atribuía a sí mismo autoridad en todos los temas, participando en foros públicos con éxito económico sobre filosofía, poesía, gramática, historia, política, arqueología, matemáticas, geometría y astronomía.
Se jactaba de ser más popular que Protágoras, y estaba preparado en cualquier momento para dar respuesta a las preguntas de cualquiera de las personas concentradas en la asamblea de Olimpia. De esta habilidad no hay duda alguna, pero es igualmente cierto que era superficial. Su talento no era ofrecer conocimientos, sino dar a sus alumnos las armas de la argumentación, para hacerlas fértiles en la discusión sobre cualquier tipo de temas. Se dice que presumía de no vestir nada que no hubiese hecho con sus propias manos, incluido el anillo y otros complementos (Hip. Men. 368b-d), o sea se ser autarkes, de bastarse a sí mismo y ser autosuficiente, testimonio recogido por el Suda (A 1, DK).
Dos diálogos de Platón, el Hipias mayor y el Hipias menor, contienen una exposición de sus métodos, sin duda exagerados para propósitos de argumentación, pero escritos con pleno conocimiento del tipo de persona que era. Según estos diálogos, Hipias era un personaje algo ampuloso, áspero y con poco sentido del humor. Disfrutaba con los halagos que -irónicamente- le dedica Sócrates, y aparece como un hombre con el que sería difícil enfadarse (W.K.C. Guthrie). Friedrich Ast niega la autenticidad de los diálogos, pero debieron ser escritos por un autor contemporáneo, dado que aparecen mencionados en la literatura del siglo IV a. C. Aristóteles cita el Hipias Menor en Metafísica 1025a6, pero sin mencionar su autoría. Indudablemente, ambos diálogos representan la actitud de los pensadores serios frente a la creciente influencia de los sofistas profesionales.

## Obra
Sin embargo, no hay duda alguna que Hipias hizo un servicio real a la literatura griega (y a sin dudar a toda la literatura, en general) al insistir en el significado de las palabras, el valor del ritmo y del estilo literario. Está acreditado con un excelente trabajo sobre Homero, colecciones de literatura griega y extranjera, y tratados arqueológicos, pero nada se ha conservado excepto unas notas mínimas. Él forma parte del enlace que conecta los primeros grandes sofistas, Protágoras y Pródico de Ceos, y los innumerables erísticos que hicieron caer su prestigio.
Aceptó la distinción entre physis y nomos propia de la sofística, y defendió a la naturaleza frente a los nomoi.